# سگودت
سگودت (به لاتین: Segudet) یک روستا در آندورا با جمعیت ۴۵ نفر است که در اوردینو واقع شده‌است.